# ケイブシューティングコレクション
「ケイブシューティングコレクション」（cave Shooting collection）とは、ケイブより2013年3月28日に発売のXbox 360用ソフト。
2013年4月24日現在生産終了し、再生産の予定はないとケイブ側は発表している。
2014年5月22日にケイブシューティングコレクション完が発売された。

## 概要
ケイブが過去に発売されたシューティングゲームの作品を10タイトル収録したオムニバスゲーム。この作品の発売は、日本マイクロソフト側の提案で、プロデューサーの浅田誠は『怒首領蜂最大往生』が最後の作品になると考えていた。
商品には収録タイトルを5枚ずつパッケージした専用ケース2つ、各タイトルの説明書を纏めたものの他、特典として初回購入特典やゲーマーアイコン等を含めたダウンロードコンテンツを全て収録したスペシャルディスク（前述の専用ケース内に同梱）、ケイブのオンラインショップで販売されていた攻略DVD7本、『エスプガルーダII』『虫姫さまふたり』のオフィシャルガイドブックが付属し、専用ケースに纏められている。後に予想以上の予約状況からユーザーへの還元として収録タイトルのサウンドトラックCD10枚も収録された。このサウンドトラック集のみケース内には入らず、別付けとなっている。また、収録タイトルのうち『デススマイルズII』だけは元商品の限定版にサウンドトラックが付属する関係から、ダウンロードコンテンツである『ミュージックコンテンツパック』のサウンドトラックを収録している。
パワーアップ版となるケイブシューティングコレクション完は怒首領蜂最大往生を加えて11タイトル収録。ただし、収録タイトルの専用ケースが3つに増えているが、攻略DVDも付属していた。完のみサウンドトラックCDは存在しない。

## 収録作品
収録作品は完のもの。
- デススマイルズ
- デススマイルズIIX　ミュージックコンテンツパック
- 怒首領蜂 大復活Ver.1.5
- 怒首領蜂 大復活 ブラックレーベル
- エスプガルーダIIブラックレーベル
- 虫姫さま
- 虫姫さまふたりVer1.5
- むちむちポーク!&ピンクスゥイーツ
- 赤い刀 真
- ぐわんげ
- 怒首領蜂最大往生

各タイトルのディスクは専用のピクチャーレーベルに変更されている。また、『ぐわんげ』はダウンロードトークンとしての収録のため、Xbox Liveに繋いでダウンロードを行う必要がある。